# 友愛路 (嘉義市)
友愛路（You'ai Rd.）為臺灣省嘉義市西半環狀的重要道路之一。全線不分段，南以博愛路二段為界，向東銜接嘉雄陸橋後，接民族路；北接文化路。其中博愛路二段至友忠路和北港路口隸屬於縣道159號的一部份（只有140公尺）。

## 沿經行政區域
- 西區

## 車道配置
（由南到北）
- 博愛路二段－北港路：
  - 雙向各二車道及中央綠化安全島，並各設有一機慢車道（內線禁行機慢車）
- 北港路－興達路：
  - 雙向各二車道，並各設有一機慢車道（內線禁行機慢車）
- 興達路－文化路：
  - 快車道：雙向各三車道（全線禁行機慢車）
  - 慢車道：雙向各一車道
  - 設置快慢車道綠化分隔島

## 重要路口
（由南到北）
- 博愛路二段
- 北港路、友忠路
- 中興路
- 自由路
- 友忠路
- 文化路

## 沿線設施
（由南到北）
- 伏龍宮公車站（友忠友愛路口與博愛友愛路口間雙向設站）
- 希諾奇台灣檜木博物館 （146號）
- 嘉義市第三信用合作社新興分社 （210號）
- 彰化銀行北嘉義分行 （290號）
- 嘉義BRT自由友愛站（自由友愛路口，位於自由路上）
- 嘉義市西區博愛國民小學 （822號）